# Four Ways to Scream Your Name
Four Ways to Scream Your Name è il secondo EP del gruppo musicale Funeral for a Friend, pubblicato dall'etichetta discografica Mighty Atom Records il 21 aprile 2003 in Gran Bretagna. Due delle canzoni, She Drove Me to Daytime Television e Escape Artists Never Die, sono poi state inserite nell'album Casually Dressed & Deep in Conversation, di cui sono state anche singoli. She Drove Me to Daytime Television è stata inserita nel 2012 al 36º posto fra le 100 migliori canzoni emo di tutti i tempi da Boston Phoenix.

## Tracce
1. This Year's Most Open Heartbreak – 2:51
2. She Drove Me to Daytime Television – 3:36
3. Kiss and Makeup (All Bets Are Off) – 4:02
4. Escape Artists Never Die – 5:18